# Phasianus colchicus
Il fagiano comune (Phasianus colchicus Linnaeus, 1758) è un uccello Galliforme della famiglia dei Fasianidi, sottofamiglia Fasianini.
Il nome deriva dal latino phasianus, "fagiano". Le specie sono indicate nella denominazione scientifica col termine colchicus che significa "della Colchide" (moderna Georgia), un'area attorno al Mar Nero dove gli europei incontrarono per la prima volta i fagiani. Il genere Phasianus è differito dal genere Gallus (dalla gallina domestica) circa 20.000.000 di anni fa.
Nativo dell'Asia e di alcune parti dell'Europa (area del Caucaso e dei Balcani), è stato introdotto in maniera endemica nel mondo come uccello ideale per la caccia.

## Descrizione
Si tratta di un uccello di taglia medio-grande: lunghezza del maschio 70–80 cm, della femmina 60 cm; peso fino a 1800-1900 g. Le sue dimensioni sono pertanto paragonabili a quelle di un pollo domestico di media taglia.
I colori del piumaggio dei maschi, soprattutto nelle aree in cui la specie è stata introdotta a scopo venatorio, presentano una spiccata variabilità individuale, dovuta all'introduzione contemporanea di individui di sottospecie diverse, alla liberazione dalla cattività di individui portatori di mutazioni e all'incrocio con specie affini, come il Fagiano verde (Phasianus versicolor). Ciò fa sì che non sia possibile stilare un elenco delle sottospecie oggi esistenti, in quanto sono venuti meno i caratteri di isolamento geografico fondamentali ai fini della definizione del concetto stesso di sottospecie.
Ciò nonostante, gli ornitologi tendono generalmente a includere la maggior parte degli individui di questa specie in due gruppi fondamentali: il gruppo torquatus, originario della Cina e caratterizzato da un collarino bianco, e il gruppo colchicus, derivante dalle popolazioni della Depressione Caspica e già noto ai Romani che lo importarono in Europa circa 2000 anni fa.

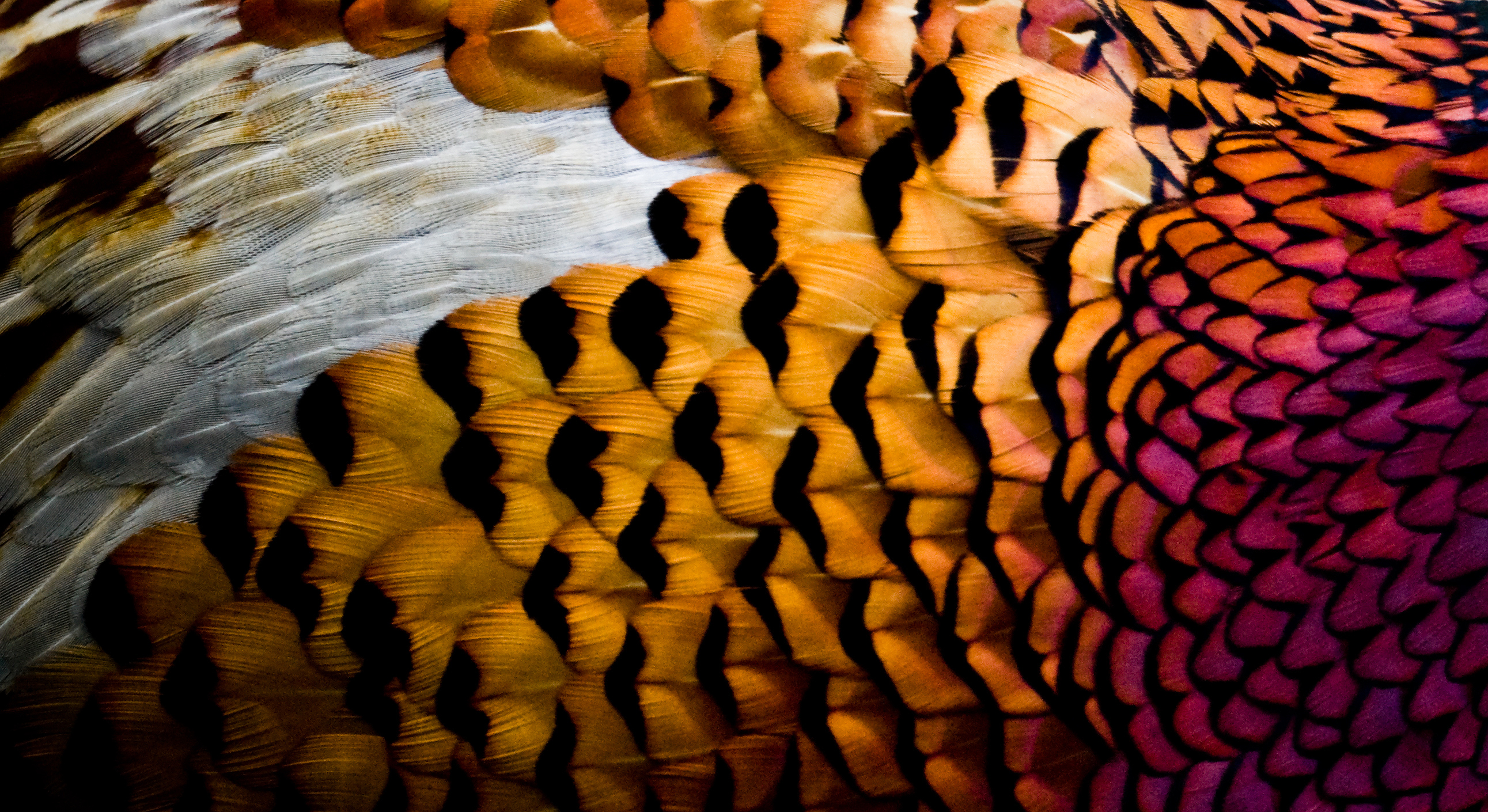
Piumaggio di un fagiano maschio.

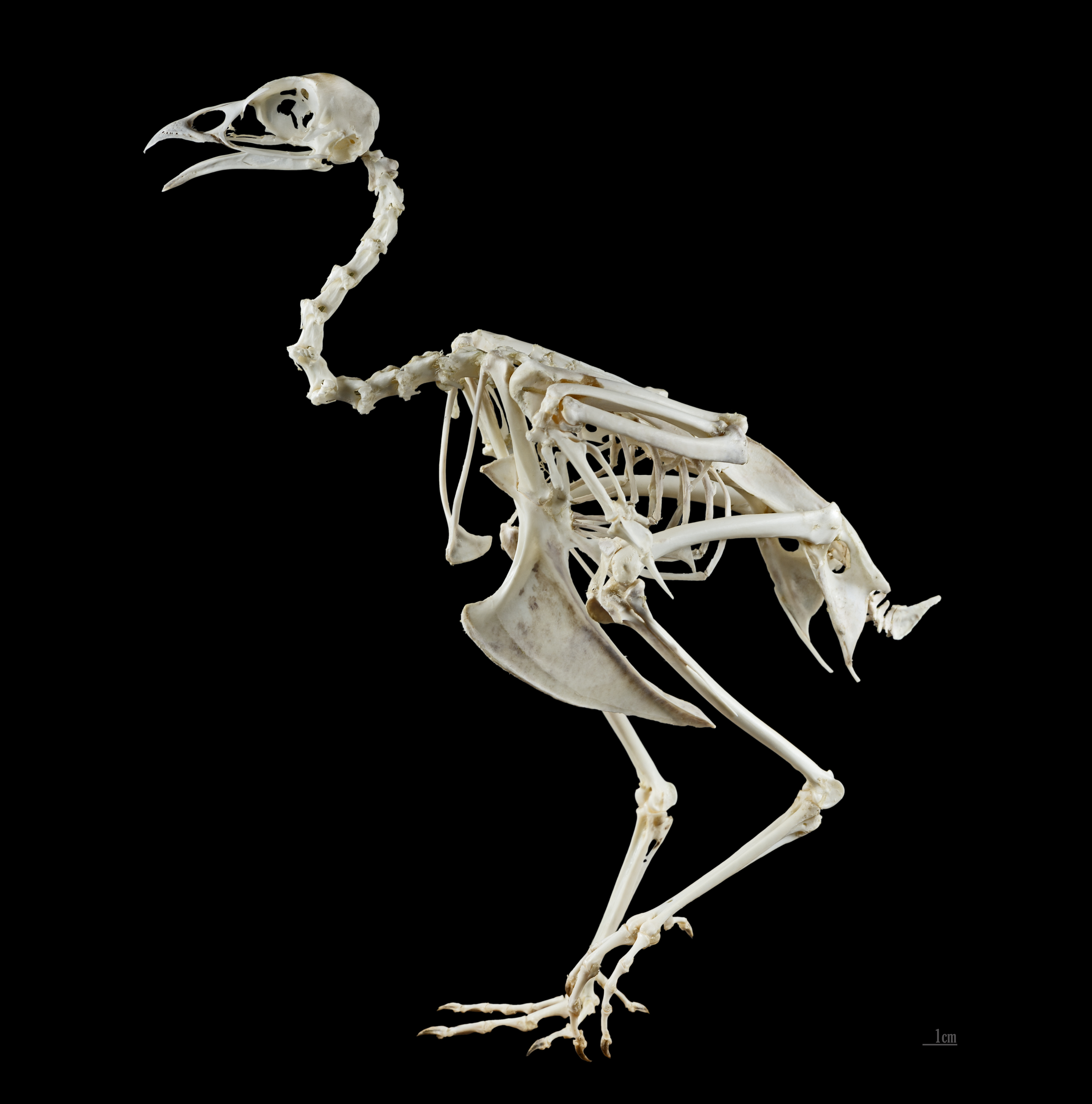
Scheletro

Caratteristica comune a quasi tutti i maschi sono il capo e il collo verde scuro iridescente, la zona intorno all'occhio e le guance nude e caruncolose, con bargigli pendenti, e i due "cornetti" auricolari a mo' di orecchie, sporgenti orizzontalmente sul retro del capo. Il piumaggio del resto del corpo combina generalmente varie tonalità cromatiche, dal giallo ocra splendente al bruno-rame, spesso con orlature e spigature nere su ogni penna, che conferiscono disegni caratteristici; il groppone, a seconda del gruppo di appartenenza, può essere grigio-azzurrino (gruppo torquatus) o marrone (gruppo colchicus). Le copritrici alari e le remiganti sono grigio-terra o isabella barrate di bruno-nero; le timoniere, di cui le centrali sono molto allungate e terminanti a punta, sono bruno-dorate con barre nere trasversali.
Accanto a queste colorazioni tipiche, l'allevamento del fagiano comune a scopo ornamentale o venatorio ha portato alla diffusione in natura di mutazioni nate in cattività, quali quella isabellina (piumaggio tipico del maschio solo su testa e collo, con il resto del corpo grigio-isabella barrato di nero) o quella tenebrosa (varietà melanica, interamente nera con iridescenze verdastre).
Il piumaggio della femmina, analogamente a molte altre specie di Fasianidi, è molto mimetico e consiste in una base grigio-terra uniforme con barrature e screziature brune e nerastre; è indispensabile durante la cova per non essere notati dai predatori. La coda delle femmine è inoltre più corta di circa un terzo rispetto a quella dei maschi.
Le zampe, grigie, sono più lunghe rispetto a quelle del pollo e conferiscono all'animale la sua caratteristica andatura; sulla parte posteriore del tarso dei maschi è presente uno sperone ben sviluppato.
L'apertura alare misura circa 90 cm; le ali sono corte e arrotondate, poco adatte per lunghi spostamenti, e producono un caratteristico frullio durante il volo, che è pesante, rettilineo e quasi sempre molto basso. Come per tutti i fasianidi, il volo non è attivo e il fagiano, dopo aver spiccato un grosso balzo, si limita a planare lontano dal pericolo.

### Sottospecie

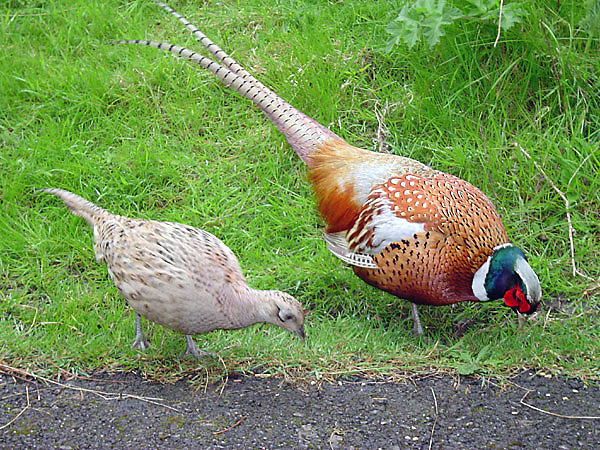
Coppia di fagiani cinesi dove si mostra il dimorfismo sessuale tra i due sessi.

Vi sono circa 30 sottospecie di fagiani, raggruppabili in cinque o otto gruppi. Questi sono identificati tramite il piumaggio del maschio, per la presenza o l'assenza di un anello bianco attorno al collo o per la presenza di una striscia sopracciliare, per il colore della parte alta della coda o delle piume delle ali, o ancora per il colore della corona, del petto, del retro e delle piume laterali.
Un'indagine biologica condotta ha rivelato che le prime sottospecie sono quelle elegans e che quindi il fagiano in generale sia originario delle foreste del sudest della Cina.
Molte sottospecie sono in pericolo di ibridazione con altre specie introdotte. L'ultima popolazione di fagiano dal collo nero (P. c. colchicus) in Europa sopravvive in Grecia, nel delta del fiume Mesta, dove nel 2012 era stata stimata una popolazione di 100-250 individui.
Le sottospecie, da ovest ad est, sono raggruppate come segue:
| Sottospecie | Area | Descrizione | Immagine |
| --- | --- | --- | -------- |
| OCCIDENTE – Fagiani dalla groppa rossa: | | La groppa e la parte finale della coda sono di colore bronzo-rosso o arancio-ruggine, talvolta con sfumature verde oliva; i segni neri sulla coda spesso sono stretti. |          |
| Colchicus – Fagiano dal collo nero: colchicus, septentrionalis, talischensis, persicus                                                                                  | Caucaso - Turkestan occidentale, Turchia (area di Samsun) e Grecia (delta del Nestos) | Senza anello al collo. Ali che spaziano dal color camoscio al marrone (nel persicus variano dal grigio al bianco), con la parte alta della coda che varia dal color ruggine al color castagna. |          |
| Chrysomelas/principalis – Fagiano dalle ali bianche: principalis, zarudnyi, zerafschanicus, bianchii, chrysomelas, shawii                                               | Turkestan centrale e bacino del Tarim occidentale | Senza anello al collo. Ali che spaziano nel colore dal bronzo al marrone. |          |
| Mongolicus – Fagiano del Kyrghyzistan: turcestanicus, mongolicus | Nordest del Turkestan e zona di Xinjiang. Si noti come, malgrado il nome mongolicus non è presente in Mongolia.                                                                                           | Anello al collo largo. Ali che variano dal ruggine al castagna, con punte color rame. |          |
| Tarimensis – Fagiano di Tarim: tarimensis | Turkestan sudorientale, attorno alla parte orientale del bacino del Tarim | Senza anello al collo. Ali che variano nelle sfumature di marrone, la parte alta della coda varia dal cachi scuro al verde oliva chiaro. |          |
| ORIENTE – Fagiani dalla groppa grigia: | | La parte bassa della coda, la groppa e la parte alta della coda sono di un colore blu-lavanda, verde, grigio-giallo o verde oliva; una chiazza arancio si trova su ciascun lato della groppa; le linee nere sulla coda sono generalmente marcate. |          |
| Elegans – Fagiano di Yunnan: elegans, rothschildi | Tibet orientale, Sichuan occidentale, Yunnan nordoccidentale e sudorientale, Vietnam nordoccidentale e Myanmar settentrionale.                                                                            | Collare bianco e linee orbitali assenti. Banda spessa color verde scuro o blu-verde dalle parti basse dell'animale che separa completamente i lati del petto. Corona verde scuro. Parte alta della cosa color grigio-blu. |          |
| Strauchi/vlangalii – Fagiano dalla groppa grigia: hagenbecki, vlangalii, satscheuensis, edzinensis, strauchi, sohokhotensis, alaschanicus, suehschanensis, kiangsuensis | Bacino del Qaidam, Qinghai orientale, Sichuan nordorientale, Mongolia interna, Gansu, Ningxia, Shanxi, Shaanxi, Hebei occidentale. Si noti che, malgrado il nome di kiangsuensis, non si trova a Jiangsu. | Con l'eccezione del hagenbecki, il collare bianco e le linee orbitali sono solitamente assenti (suehschanensis) o comunque molto strette, spesso non complete. Nel hagenbecki le piume del petto sono spesso frangiate di nero. La corona solitamente è di colore verde scuro (grigia nel hagenbecki). |          |
| Torquatus – Fagiano cinese dell'anello: pallasi, karpowi, torquatus, takatsukasae, decollatus                                                                           | Diffuso nella Cina orientale e nella parte settentrionale del Vietnam, a sud dello stretto di Tartaria. Assente nell'Hainan.                                                                              | L'anello al collo, di colore bianco, varia dal molto marcato a nordest (pallasi) all'assente a sudovest (decollatus). Le piume delle ali variano dal marrone chiaro al grigio chiaro (quasi bianche in alcuni esemplari). Le piume del petto variano dal rame al marrone chiaro, nel decollatus sono di colore rosso-violaceo con parte marginale di colore nero. La corona varia dal verde scuro senza linee orbitali (decollatus) al grigio chiaro con linee orbitali. |          |
| Formosanus – Fagiano di Taiwan: formosanus | Taiwan | Anello al collo di colore bianco interrotto nella parte frontale. Penne laterali di colore bianco con apici neri e spesso anche margini del medesimo colore. Le piume del petto sono frangiate di nero a scalare. |          |

## Distribuzione e habitat
Il biotopo originario della specie è la campagna collinare dell'Asia centro-orientale; il fagiano comune ha dimostrato, tuttavia, una spiccata adattabilità e flessibilità ambientale, colonizzando disparati ambienti in tutti i luoghi in cui è stato introdotto, dalle valli fluviali, ai campi coltivati, fino ai parchi ed ai giardini urbani di diverse città italiane.
Questo uccello è comunque molto legato, specie nelle aree dove è stato introdotto, alle coltivazioni dell'uomo, nonché alla presenza di alberi o arbusti per la posa notturna.
In Italia il fagiano è abbastanza comune nelle regioni settentrionali ed esclusivamente stanziale mentre scendendo verso la penisola, diventa sempre più rada la sua presenza.

## Biologia

### Alimentazione
La maggior parte della dieta del fagiano comune si compone di semi di graminacee spontanee o coltivate e, in misura minore, di altro materiale vegetale. Frutti come i pomodori o i chicchi di mais immaturi vengono consumati in estate per ovviare con il succo e il lattice alla carenza d'acqua, più che come nutrimento. I fagiani possono integrare la loro dieta catturando insetti, altri invertebrati e anche vertebrati come rettili e roditori. Gli insetti costituiscono parte significativa della dieta durante la primavera e l'estate, specialmente per i pulcini appena nati.

### Vocalizzazioni
Il canto del maschio è composto di due note alte e grattate, con l'accento sulla prima sillaba, più lunga, emesse drizzando il busto e il collo e seguite da un breve frullo d'ali. Può essere udito a oltre 1 km di distanza. Entrambi i sessi, se disturbati, si involano fragorosamente emettendo un rumoroso e continuo chiacchiericcio.

### Riproduzione
La specie è stazionaria, ovvero nidifica e si riproduce negli stessi luoghi in cui trascorre il resto dell'anno.
La stagione degli accoppiamenti cade in primavera; in questo periodo le vocalizzazioni dei maschi si fanno più intense e insistenti. Il fagiano comune, come quasi tutti i Fasianini, è poligamo, ovvero un singolo maschio si accoppia con più femmine.

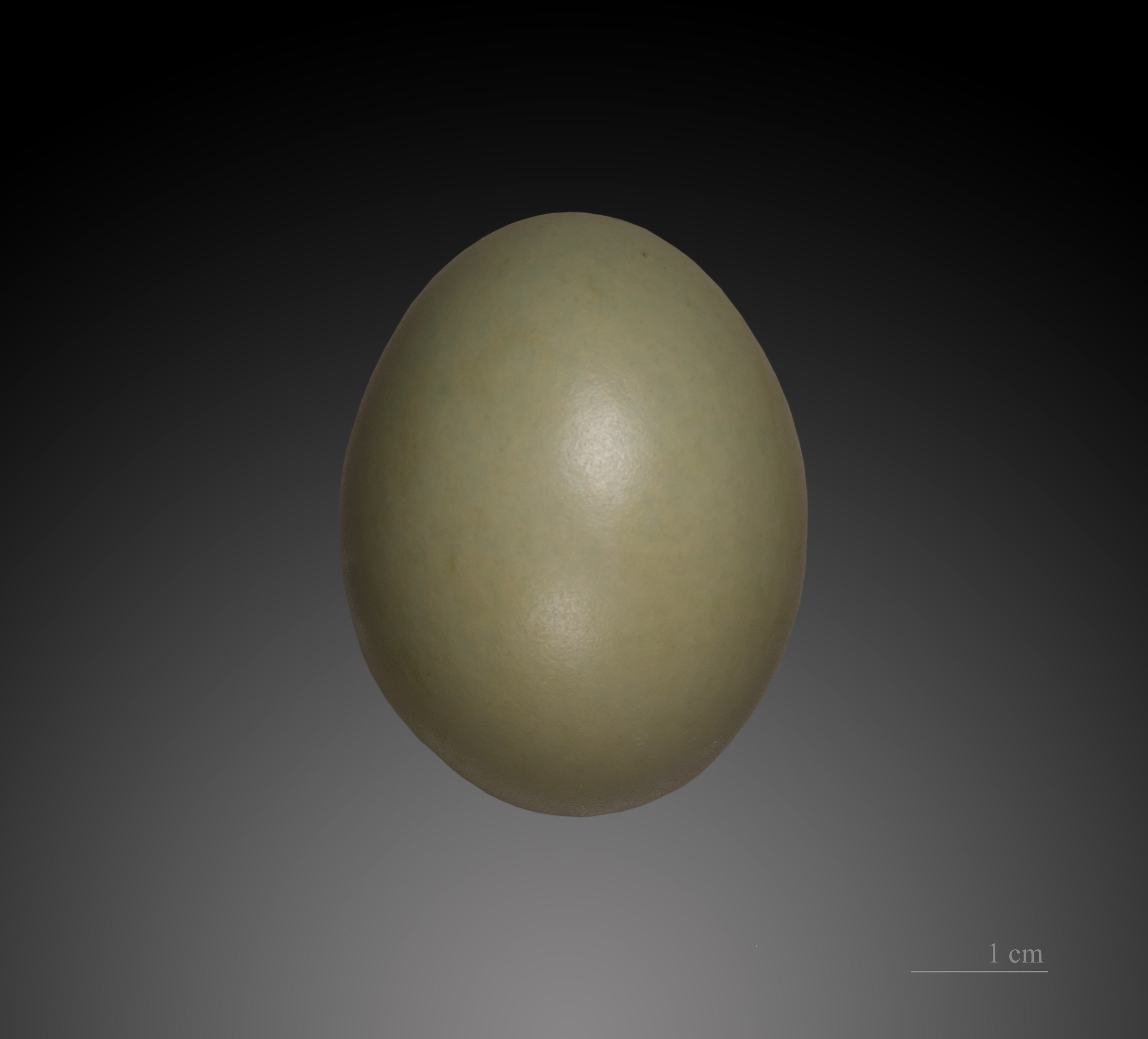
Phasianus colchicus

Il nido consiste in una semplice depressione del terreno rozzamente imbottita e nascosta tra la sterpaglia; l'incubazione delle uova, di colore marrone-verdastro e in numero variabile tra 8 e 15, dura circa 28 giorni ed è condotta esclusivamente dalla femmina. I pulcini, che nascono già ricoperti di un piumino dalle tonalità mimetiche, sono in grado di nutrirsi da soli e seguire la madre fin dal primo giorno di vita; dalla seconda settimana sono in grado di compiere brevi voli.
Tutte le varietà di fagiano comune sono in grado di ibridarsi tra loro; l'incrocio con Phasianus versicolor produce una prole parimenti fertile, tanto che quest'ultima specie, originaria del Giappone, è considerata da alcuni autori una semplice sottospecie di Phasianus colchicus. Ibridi sterili possono nascere invece dall'incrocio con altri membri della stessa sottofamiglia, incluso il pollo domestico.